# Vulpicida
Vulpicida J.-E. Mattsson & M.J. Lai (złotlinka) – rodzaj grzybów z rodziny tarczownicowatych (Parmeliaceae). Ze względu na współżycie z glonami zaliczany jest do grupy porostów.

## Systematyka i nazewnictwo
Pozycja w klasyfikacji według Index Fungorum: Parmeliaceae, Lecanorales, Lecanoromycetidae, Lecanoromycetes, Pezizomycotina, Ascomycota, Fungi.
Nazwa polska według W. Fałtynowicza.

## Gatunki
- Vulpicida canadensis (Räsänen) J.-E. Mattsson & M.J. Lai 1993
- Vulpicida juniperinus (L.) J.-E. Mattsson & M.J. Lai 1993
- Vulpicida pinastri (Scop.) J.-E. Mattsson & M.J. Lai 1993 – złotlinka jaskrawa, płucnica żółta
- Vulpicida tilesii (Ach.) J.-E. Mattsson & M.J. Lai 1993
- Vulpicida tubulosus (Schaer.) J.-E. Mattsson & M.J. Lai 1993 – złotlinka halna, płucnica halna
- Vulpicida viridis (Schwein.) J.-E. Mattsson & M.J. Lai 1993

Nazwy naukowe na podstawie Index Fungorum. Nazwy polskie według W. Fałtynowicza.